# Scolopendra spinipriva
Espèce
Scolopendra spinipriva est une espèce de scolopendres de la famille des Scolopendridae. On la trouve à Sao Paulo au Brésil aux alentours de Santo André.

## Systématique
Cette espèce a été initialement décrite en 1946 par Wolfgang Bücherl (d) comme étant une sous-espèce de Scolopendra viridicornis sous le protonyme de Scolopendra viridicornis spinipriva.

## Publication originale
- (pt) Wolfgang Buecherl, « Novidades sistematicas na ordem Scolopendromorpha », Memórias do Instituto Butantan, São Paulo, Inconnu et inconnu, vol. 19,‎ 1946, p. 135-158 (ISSN 0073-9901 et 1982-3045, OCLC 1397014, lire en ligne).